# Lista över manga
Detta är en lista över manga.

## A
- Air Gear
- Akira
- Assassination Classroom
- Astro Boy
- Attack on Titan

## B
- Basara
- Basilisk
- Beyblade
- Blade of the Immortal
- Bleach
- Buddha

## C
- Captain Tsubasa
- Cardcaptor Sakura
- Chainsaw Man
- Chobits
- Chrono Crusade
- Cobra
- Crying Freeman
- Cyborg 009

## D
- Death Note
- The Devil Ororon
- Desinfektion
- Digimon
- D.N. Angel
- DNA²
- Doraemon
- Dr. Slump
- Dr. Stone
- Dragon Ball
- Drömmarnas djup
- Duel Masters

## E
- Emma
- Ensamvargen

## F
- Fist of the North Star
- Frestelser
- Fruits Basket
- Fullmetal Alchemist
- Fushigi Yuugi

## G
- Gakuen Alice
- Gen - Pojken från Hiroshima
- Ghost!
- Ghost in the Shell
- Godchild
- Good-Bye
- Gon
- Gravitation
- Great Teacher Onizuka

## H
- .Hack
- .Hack//Legenden om Skymningsarmbandet
- Hellsing
- Hundkojan
- Hunter × Hunter

## I
- Initial D
- Inu Yasha

## J
- Jojo's Bizarre Adventure

## K
- Kajika
- Kamikaze Kaito Jeanne
- Kare First Love
- Keroro - grodan från rymden
- Kimetsu no yaiba
- Kingdom Hearts

## L
- Love Hina

## M
- Magic Knight Rayearth
- Monster
- My Hero Academia
- Mästerdetektiven Conan

## N
- Nana
- Naruto
- Negima!
- Neon Genesis Evangelion

## O
- One Piece
- Oh! My Goddess

## P
- Pineapple Army
- Planetes
- Pokémon
- Power!!
- Princess Ai
- Puppet Revolution
- På lek

## R
- Ranma ½
- RG Veda
- Rurouni Kenshin

## S
- Sailor Moon
- Saint Seiya
- Samurai Deeper Kyo
- Sand Land
- School Rumble
- Seraph of the End
- Shaman King
- Shirley
- Silver Fang
- Skip Beat!
- Slam Dunk
- Starzinger
- Sugar Sugar Rune
- Super Mario Adventures

## T
- Teleskopet
- The Legend of Zelda
- The Promised Neverland
- The Vision of Escaflowne
- Time Stranger Kyoko
- Tokyo Ghoul
- Tokyo Mew Mew
- Tokyo Mew Mew à la Mode
- Trigun

## V
- Vampire Game
- Vampire Knight
- Vinland Saga

## W
- Wolf's Rain
- W Juliet

## X
- ×××HOLiC

## Y
- Yu-Gi-Oh!